# Indigofera pampaniniana
Indigofera pampaniniana är en ärtväxtart som beskrevs av William Grant Craib. Indigofera pampaniniana ingår i släktet indigosläktet, och familjen ärtväxter. Inga underarter finns listade i Catalogue of Life.